# Засулье (Архангельская область)
Засу́лье — деревня в Лешуконском районе Архангельской области. Входит в состав Койнасского сельского поселения (муниципальное образование «Койнасское»).

## Географическое положение
Деревня расположена на правом берегу реки Мезень. Ближайший населённый пункт Койнасского сельского поселения, деревня Усть-Низемье, расположен в 3 км к юго-востоку. Расстояние до административного центра сельского поселения, села Койнас, составляет 12 км, а до административного центра Лешуконского района, села Лешуконское, — 100 км.

## Население
| Население                            | на 1 января 2010 года |
| ------------------------------------ | --------------------- |
| В возрасте до 16 лет                 | 25                    |
| Трудовые ресурсы (из них работающих) | 45 (32)               |
| Пенсионеры                           | 30                    |
| Всего                                | 102                   |
| Прибыло / выбыло (за год)            | 1 / 1                 |
| Родилось / умерло (за год)           | 1 / 1                 |

## Инфраструктура
Жилищный фонд посёлка составляет 3,4 тыс. м², покинутые и пустующие дома — 28% от общей площади жилищного фонда. Предприятия, организации и объекты социальной сферы, расположенные на территории села (со среднесписочной численностью работников) на 1 января 2010 года:
- дом культуры (3);
- ООО «Тайбола» (3);
- отделение связи (1);
- ПО «Койнасское» (1) и др.